# Ipomoea pedata
Ipomoea pedata är en vindeväxtart som beskrevs av Pierre Antoine Poiteau och Jacques Denys Denis Choisy. Ipomoea pedata ingår i släktet praktvindor, och familjen vindeväxter. Inga underarter finns listade i Catalogue of Life.